# Aiglepierre
Aiglepierre est une commune française située dans le département du Jura, la région culturelle et historique de Franche-Comté et la région administrative Bourgogne-Franche-Comté.

## Géographie

### Communes limitrophes
Les communes limitrophes sont  Arbois, Les Arsures, Marnoz, Montigny-lès-Arsures, Mouchard, Pagnoz et Pretin.

### Climat
Pour des articles plus généraux, voir Climat de la Bourgogne-Franche-Comté et Climat du département du Jura.
En 2010, le climat de la commune est de type climat de montagne, selon une étude du Centre national de la recherche scientifique s'appuyant sur une série de données couvrant la période 1971-2000. En 2020, Météo-France publie une typologie des climats de la France métropolitaine dans laquelle la commune est exposée à un climat semi-continental et est dans la région climatique Jura, caractérisée par une forte pluviométrie en toutes saisons (1 000 à 1 500 mm/an), des hivers rigoureux et un ensoleillement médiocre.
Pour la période 1971-2000, la température annuelle moyenne est de 10,6 °C, avec une amplitude thermique annuelle de 17,3 °C. Le cumul annuel moyen de précipitations est de 1 290 mm, avec 13,3 jours de précipitations en janvier et 9,4 jours en juillet. Pour la période 1991-2020, la température moyenne annuelle observée sur la station météorologique de Météo-France la plus proche, « Arc-et-Senans », sur la commune d'Arc-et-Senans à 9 km à vol d'oiseau, est de 11,7 °C et le cumul annuel moyen de précipitations est de 1 182,8 mm. 
La température maximale relevée sur cette station est de 41,5 °C, atteinte le 13 août 2003 ; la température minimale est de −25 °C, atteinte le 2 janvier 1971,,.
Les paramètres climatiques de la commune ont été estimés pour le milieu du siècle (2041-2070) selon différents scénarios d'émission de gaz à effet de serre à partir des nouvelles projections climatiques de référence DRIAS-2020. Ils sont consultables sur un site dédié publié par Météo-France en novembre 2022.

## Urbanisme

### Typologie
Au 1er janvier 2024, Aiglepierre est catégorisée commune rurale à habitat dispersé, selon la nouvelle grille communale de densité à sept niveaux définie par l'Insee en 2022.
Elle est située hors unité urbaine. Par ailleurs la commune fait partie de l'aire d'attraction de Salins-les-Bains, dont elle est une commune de la couronne,. Cette aire, qui regroupe 14 communes, est catégorisée dans les aires de moins de 50 000 habitants,.

### Occupation des sols
L'occupation des sols de la commune, telle qu'elle ressort de la base de données européenne d’occupation biophysique des sols Corine Land Cover (CLC), est marquée par l'importance des territoires agricoles (48,3 % en 2018), en augmentation par rapport à 1990 (43,7 %). La répartition détaillée en 2018 est la suivante : 
forêts (46,5 %), prairies (24,5 %), zones agricoles hétérogènes (21 %), zones urbanisées (5,1 %), terres arables (2,9 %). L'évolution de l’occupation des sols de la commune et de ses infrastructures peut être observée sur les différentes représentations cartographiques du territoire : la carte de Cassini (XVIIIe siècle), la carte d'état-major (1820-1866) et les cartes ou photos aériennes de l'IGN pour la période actuelle (1950 à aujourd'hui).

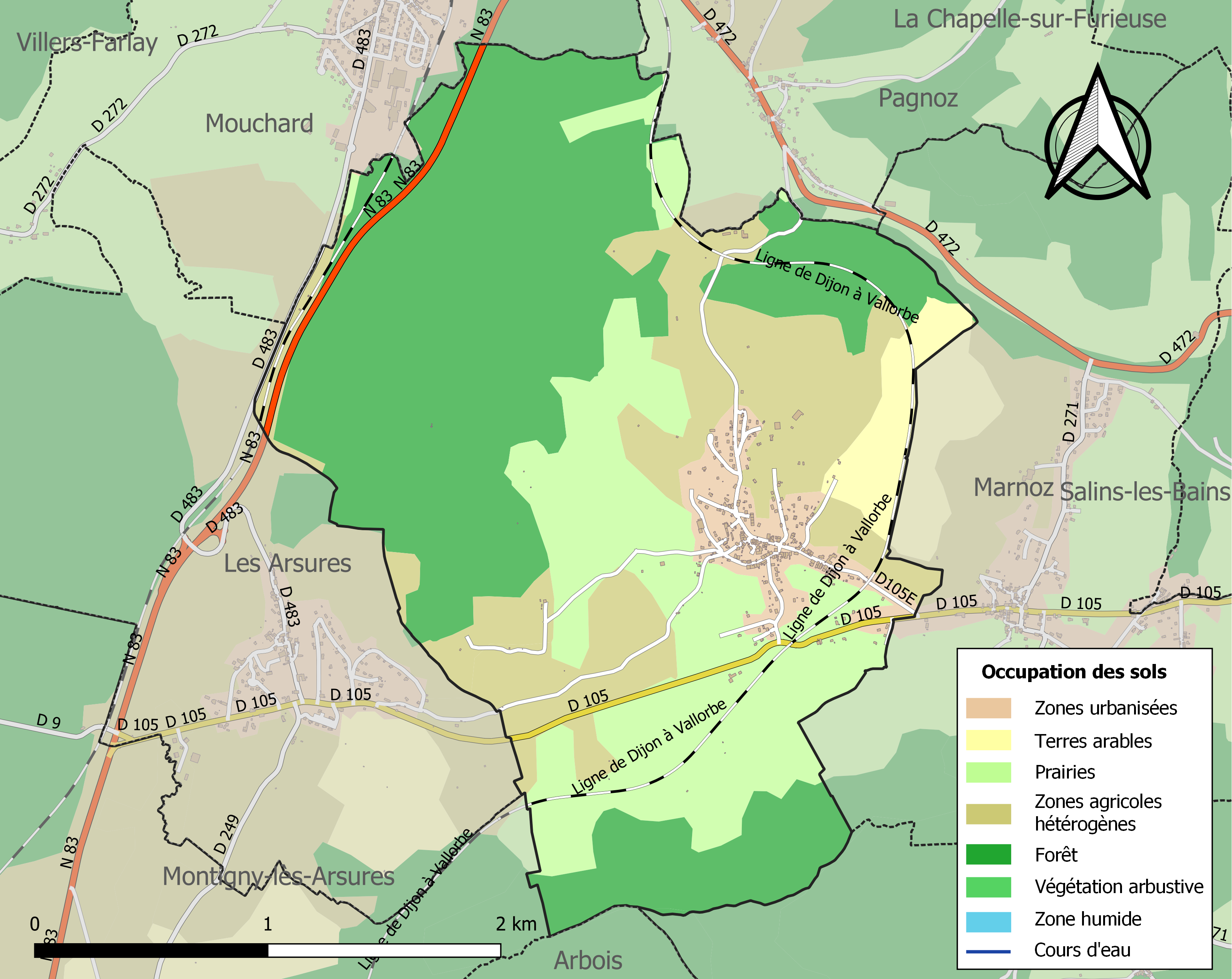
Carte des infrastructures et de l'occupation des sols de la commune en 2018 (CLC).

## Politique et administration

### Liste des maires
| Période    | Période  | Identité          | Étiquette | Qualité                    |
| ---------- | -------- | ----------------- | --------- | -------------------------- |
| avant 1981 | ?        | Jean Mareschal    |           |                            |
| mars 2001  | mai 2020 | Guy David         | EXG       | Retraité de l'enseignement |
| mai 2020   | En cours | Jean-Marie Renaud |           |                            |

## Population et société

### Démographie
L'évolution du nombre d'habitants est connue à travers les recensements de la population effectués dans la commune depuis 1793. Pour les communes de moins de 10 000 habitants, une enquête de recensement portant sur toute la population est réalisée tous les cinq ans, les populations de référence des années intermédiaires étant quant à elles estimées par interpolation ou extrapolation. Pour la commune, le premier recensement exhaustif entrant dans le cadre du nouveau dispositif a été réalisé en 2008.

En 2022, la commune comptait 424 habitants, en évolution de −0,47 % par rapport à 2016 (Jura : −0,81 %, France hors Mayotte : +2,11 %).
| 1793 | 1800 | 1806 | 1821 | 1831 | 1836 | 1841 | 1846 | 1851 |
| ---- | ---- | ---- | ---- | ---- | ---- | ---- | ---- | ---- |
| 466  | 438  | 505  | 485  | 514  | 520  | 504  | 502  | 467  |

| 1856 | 1861 | 1866 | 1872 | 1876 | 1881 | 1886 | 1891 | 1896 |
| ---- | ---- | ---- | ---- | ---- | ---- | ---- | ---- | ---- |
| 461  | 540  | 519  | 497  | 462  | 437  | 432  | 436  | 401  |

| 1901 | 1906 | 1911 | 1921 | 1926 | 1931 | 1936 | 1946 | 1954 |
| ---- | ---- | ---- | ---- | ---- | ---- | ---- | ---- | ---- |
| 412  | 363  | 319  | 308  | 290  | 262  | 262  | 236  | 200  |

| 1962 | 1968 | 1975 | 1982 | 1990 | 1999 | 2006 | 2008 | 2013 |
| ---- | ---- | ---- | ---- | ---- | ---- | ---- | ---- | ---- |
| 214  | 220  | 259  | 301  | 357  | 342  | 397  | 413  | 422  |

| 2018 | 2022 | - | - | - | - | - | - | - |
| ---- | ---- | - | - | - | - | - | - | - |
| 445  | 424  | - | - | - | - | - | - | - |

### Sports
Aiglepierre possède un club de football, le FC Aiglepierre.

## Économie
Aiglepierre possède une économie principalement basée sur l'agriculture et l'élevage de vaches montbéliardes.
On dénote la présence de centres locaux d'activité, comme la vente de vin de région...

## Culture locale et patrimoine

### Lieux et monuments
- Église Saint-Antoine, ancienne chapelle castrale : située dans le diocèse de Saint-Claude, elle est desservie par la paroisse Saint-Benoît des Vallées. Les curés sont M. les abbés Jean-Baptiste Dole et Simon Lebeaud.
- Château d'Aiglepierre (XVIIe s). La seigneurie d'Aiglepierre remonte au Haut Moyen Âge. Le château d'Aiglepierre, rénové au XVIIe siècle, est bâti sur des fondations romaines.

La maison de Gilley, titulaire de la seigneurie d'Aiglepierre, a donné la chapelle du château à la paroisse d'Aiglepierre pour servir d'église paroissiale, en 1700. Elle cède la seigneurie à la famille Pourtier, dont la descendante Marie-Anne-Désirée Pourtier est mariée en 1745 à Pierre-François Junet de Courbessin, seigneur de Buverans. La famille Junet d'Aiglepierre a longtemps résidé dans le château.
- Fontaine avec son bassin carré surmonté d'une pile de jets à deux vasques

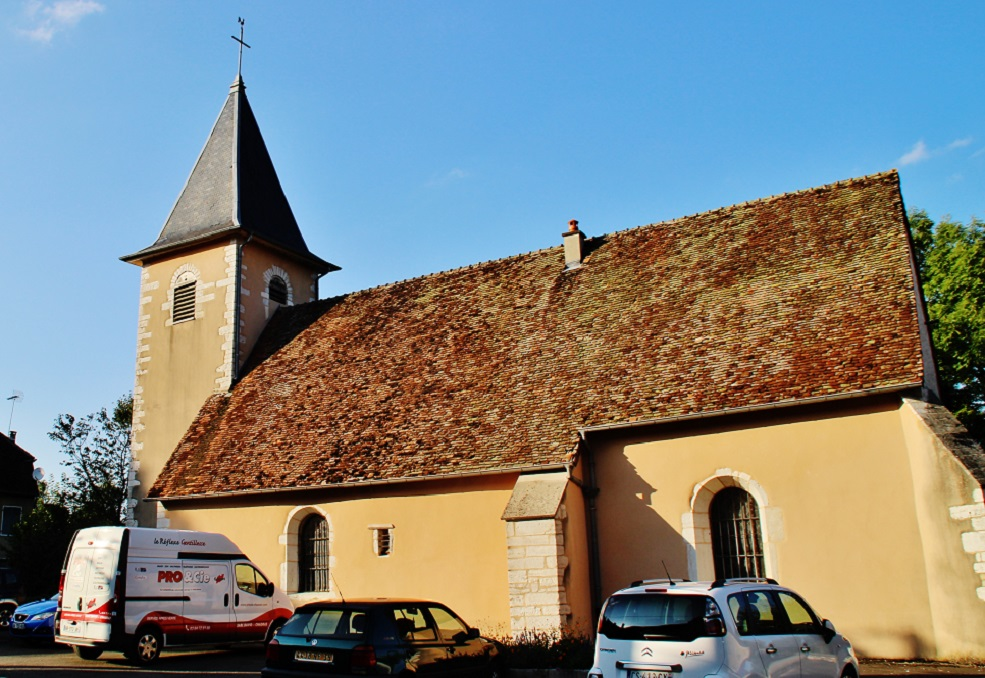
L'église paroissiale Saint-Antoine.
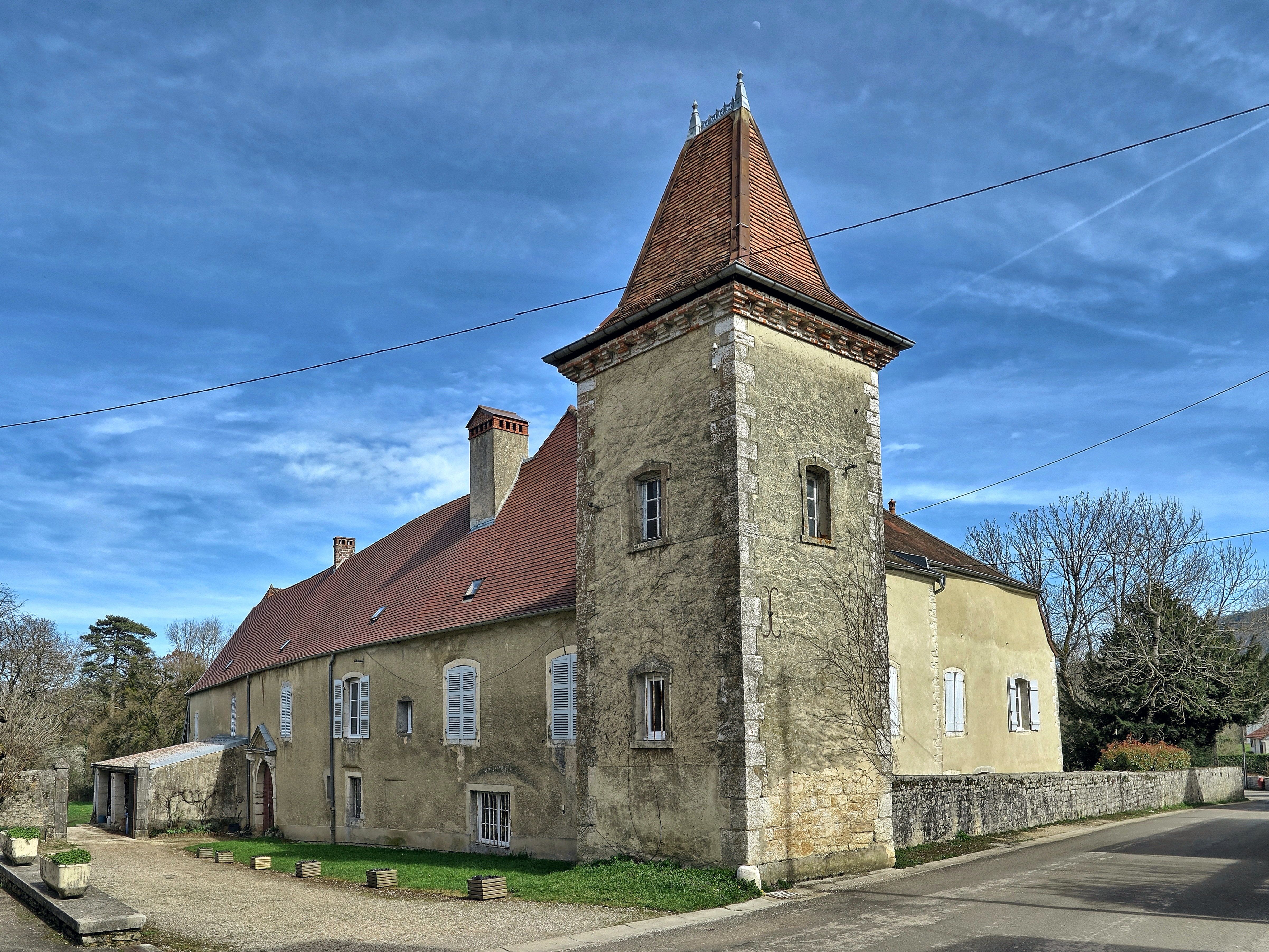
Le château d'Aiglepierre.
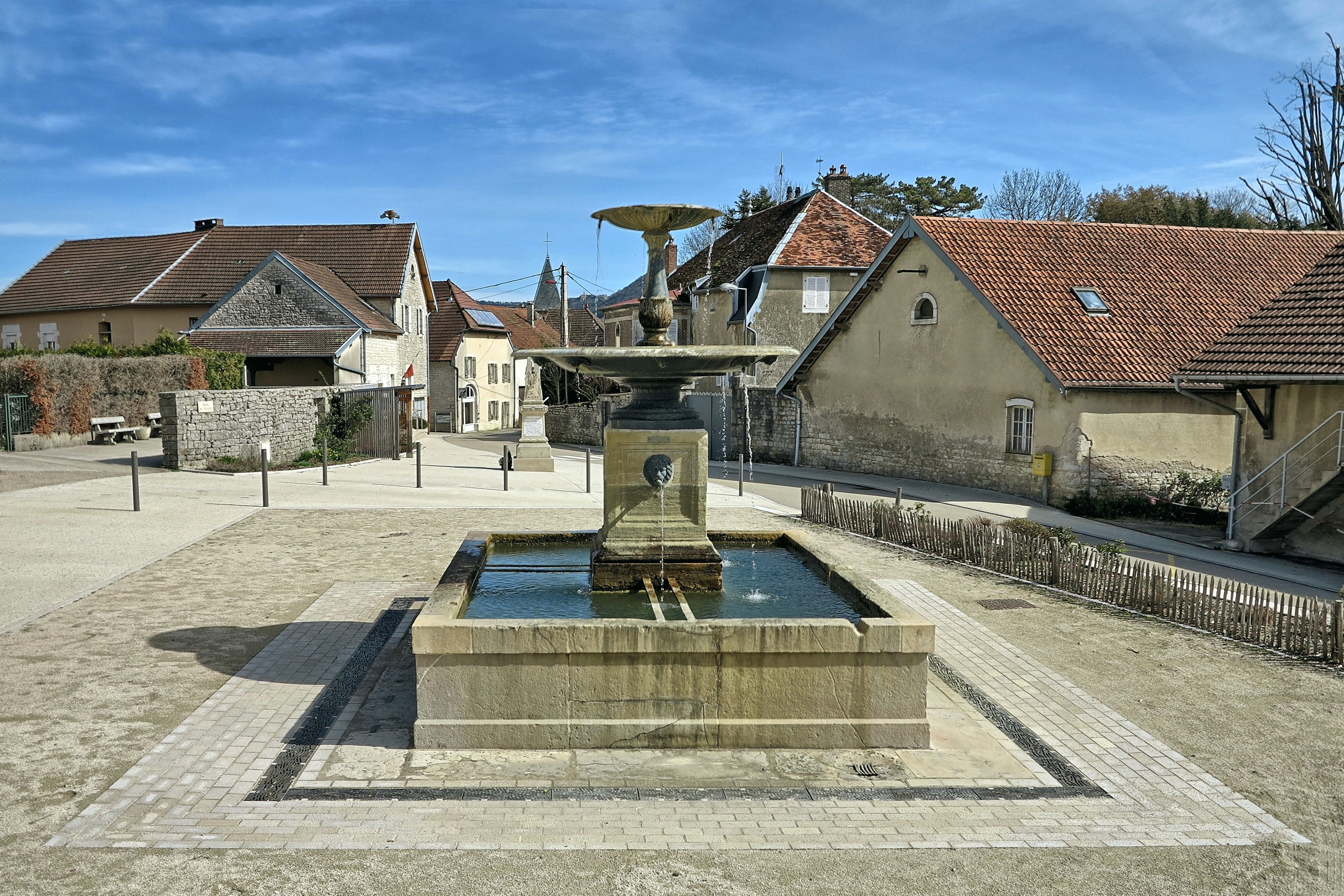
La fontaine du village.